# ری لی
ری لی (انگلیسی: Ray Lee؛ زادهٔ ۱۹ سپتامبر ۱۹۷۰) بازیکن فوتبال اهل بریتانیا است.
از باشگاه‌هایی که در آن بازی کرده‌است می‌توان به باشگاه فوتبال آرسنال اشاره کرد.